# Yannick Djaló
Yannick Djaló est un footballeur international portugais, né le 5 mai 1986 à Bissau en Guinée-Bissau.
Il évolue au poste d'attaquant au vitória futebol clube, en première division du Portugal.

## Biographie
Yannick Djaló passe par le centre de formation du Sporting de 2003 à 2005. En 2005, il est prêté à l'équipe de II Divisao B de Casa Pia où il marque 16 buts en 26 matchs. 
En 2006, il est de retour au Sporting. Il est intégré à l'équipe première par Paulo Bento. Véritable révélation de la pré-saison du Sporting avec 4 buts (dont 2 face au Benfica Lisbonne), il est un bon attaquant de soutien pour Liédson da Silva Muniz ou Derlei, mais n'est pas titulaire.
En septembre 2006, il devient International Espoirs portugais et participe à l'Euro espoir 2007 où l'équipe termine 4e (défaite 0-0, 3 TAB 4 pour l'Italie). 
Lors de la saison 2007-08, il joue peu en début de saison et se blesse pendant environ 3 mois. À son retour en mars, il marque 7 buts lors des 9 derniers matchs de la saison toute compétitions confondues.
En août 2008, après avoir gagné et réalisé un doublé en Supercoupe du Portugal, il est appelé pour la première fois en équipe du Portugal par Carlos Queiroz pour des matchs de qualification pour la Coupe du monde 2010, mais sans toutefois entrer en jeu.
Il signe avec l'OGC Nice lors de la saison 2011/2012. le transfert n'ayant pas été homologué, Nice a fait appel. En attendant la réponse du tribunal, il ne participe plus aux matchs avec le Sporting et s'entraine avec Nice. Le 11 octobre 2011, le Tribunal Administratif du Sport rejette l'homologation.
Le 31 janvier 2012, il signe au SL Benfica un contrat de 4 ans et demi.
Il est prêté avec option d'achat pour un an à Toulouse le 31 aout 2012.
En mars 2014, il est prêté au club américain de San José Earthquakes.

## Carrière
|              |                            |          | Championnat | Championnat | Coupe d'Europe | Coupe d'Europe | Équipe du Portugal | Équipe du Portugal |
| Saison       | Club                       | Pays     | Matchs      | Buts        | Matchs         | Buts           | Matchs             | Buts               |
| ------------ | -------------------------- | -------- | ----------- | ----------- | -------------- | -------------- | ------------------ | ------------------ |
| 2003-05      | Sporting Portugal (junior) | Portugal | -           | -           | -              | -              | -                  | -                  |
| 2005-06      | →Casa Pia (prêt)           | Portugal | 26          | 16          | -              | -              | -                  | -                  |
| 2006-07      | Sporting Portugal          | Portugal | 24          | 5           | C1 : 5         | 0              | 4 (espoir)         | 0                  |
| 2007-08      | Sporting Portugal          | Portugal | 16          | 5           | C1+C3 : 4+2    | 0+0            | 0                  | 0                  |
| 2008-09      | Sporting Portugal          | Portugal | 5           | 1           | C1 : 4         | 1              | 0                  | 0                  |
| 2009-2011    | Sporting Portugal          | Portugal | 18          | 6           |                |                |                    |                    |
| 2012-présent | SL Benfica                 | Portugal | 2           | 0           | 5              | 20             |                    |                    |

## Palmarès
| Année        | Titre                                  | Club        | Pays     |
| 2007 et 2008 | Vainqueur de la Coupe du Portugal      | Sporting CP | Portugal |
| 2007 et 2008 | Vainqueur de la Supercoupe du Portugal | Sporting CP | Portugal |
| 2008 et 2009 | Finaliste de la Carlsberg Cup          | Sporting CP | Portugal |

 Dernière modification le 17 décembre 2008 